# Hassan Pakravan
Hassan Pakravan (Teheran, 4 agosto 1911 – Teheran, 11 aprile 1979) è stato un funzionario e generale iraniano, direttore della SAVAK dal 1961 al 1965. Ucciso dal neo-nato regime islamico.

## Biografia
Una delle sue prime decisioni come capo della SAVAK fu quella di astenersi da qualsiasi forma di tortura durante gli interrogatori.
Come ufficiale di sicurezza di alto rango, il generale Pakravan conosceva il caso dell'ayatollah Khomeini prima della rivoluzione. Secondo la figlia di Pakravan : "Hassan era capo della sicurezza durante le rivolte del 1963 fomentate dai mullah contro la rivoluzione bianca dello Shah. Fece arrestare Khomeini, ma quando i militari raccomandarono un processo rapido che avrebbe portato alla sua esecuzione per tradimento, il generale Pakravan intervenne personalmente e minacciò di dimettersi. Lo Shah, tra consigli contrastanti, chiese a Pakravan di trovare un modo per salvare la vita di Khomeini. Pakravan cercò l'aiuto di uomini che avevano familiarità con le questioni religiose e tornò dallo scià con la soluzione: se Khomeini fosse stato elevato al rango di ayatollah, sarebbe diventato intoccabile. Lo Scià accettò il piano. Pakravan si recò alla residenza dell'ayatollah Shariat Madari a Qom e ottenne da loro che pronunciassero la formula che rese Khomeini un ayatollah. La vita del chierico fu così risparmiata. Qualche tempo dopo, fu mandato in esilio, prima in Turchia e poi in Iraq."
Arrestato il 16 febbraio 1979, immediatamente dopo la caduta del precedente regime e la vittoria degli islamici, "la sua biblioteca personale, che contava migliaia di libri con una particolare attenzione per la storia e la filosofia, e la sua collezione di memorie di viaggio risalenti al XVI secolo, vennero saccheggiati insieme al resto dei suoi beni".
Secondo il giornale Kayhan, il processo ebbe luogo nelle prime ore dell'11 aprile 1979. Durò circa 15 minuti, senza avvocato e senza possibilità d'appello. Condannato per "tradimento" e "corruzione sulla terra", venne fucilato. I famigliari non poterono vedere il corpo per diverso tempo, e lo seppellirono sotto falso nome per evitarne la profanazione.